# Adagnesia cautis
Adagnesia cautis is een zakpijpensoort uit de familie van de Agneziidae. De wetenschappelijke naam van de soort is voor het eerst geldig gepubliceerd in 1991 door Claude Monniot.